# Metapsylla granulosa
Metapsylla granulosa är en insektsart som beskrevs av Yu 1956. Metapsylla granulosa ingår i släktet Metapsylla och familjen rundbladloppor. Inga underarter finns listade i Catalogue of Life.